# Олеандров, Всеволод Леонидович
Все́волод Леони́дович Олеа́ндров (4 октября 1930, Москва — 12 сентября 2012, там же) — советский и российский дипломат, политолог. Чрезвычайный и полномочный посол СССР (1982), кандидат юридических наук, профессор.
Более 40 лет посвятил дипломатической службе в МИД СССР, затем в МИД России, занимал должности директора Департамента по делам международных организаций, заместителя постоянного представителя при ООН, начальника Отдела МИД СССР по связям с Верховным Советом СССР, посла по особым поручениям, руководителя Государственной делегации на переговорах с Арменией, главой делегаций СССР и России на ряде дипломатических конференций в Организации Объединённых Наций, главного советника Научно-исследовательского центра информатики при МИД России.
В сферу профессиональных интересов входили консульская и дипломатическая службы, международные институты и организации, современная внешняя политика РФ, политическое урегулирование на Ближнем Востоке, а также страны Латинской Америки и Карибского бассейна.
После выхода в отставку продолжал активно заниматься академической, преподавательской и экспертной работой.

## Биография
Родился 4 октября 1930 года в Москве. В 1953 году окончил МГИМО.
После окончания аспирантуры МГИМО в 1956 году поступил на работу в Министерство иностранных дел СССР в Отдел международных организаций МИД.
В 1982—1986 годах являлся заместителем постоянного представителя СССР при ООН в Нью-Йорке.
С 1988 по 1989 год занимал должность начальника Управления международных организаций МИД СССР.
В 1989 году был назначен послом по особым поручениям МИД СССР.
В период после распада СССР принимал активное участие в установлении двусторонних связей с Арменией. Как глава российской правительственной делегации принимал активное участие в урегулировании ситуации вокруг Нагорного Карабаха в частности и конфликта между Азербайджаном и Арменией (страны указаны в алфавитном порядке) в целом.
Участвовал в выработке более 150 международных договоров, конвенций и резолюций Генеральной Ассамблеи, Совета Безопасности и других органов ООН по важнейшим политическим и правовым вопросам.
В 2005 году осудил законопроект «Закон о продвижении демократии», внесённый в Конгресс США сенаторами Джоном Маккейном и Джо Либерманом, нарушающий принцип невмешательства во внутренние дела других государств, закреплённый в положении ОБСЕ и уставе ООН, добавив, что России «ни в коем случае не нужно заниматься вмешательством в чужие дела».
В том же году по случаю 75-летия Олеандров получал поздравления от министра иностранных дел С. В. Лаврова, наставником которого он был в молодости.
За служение Родине, многолетний профессионализм и самоотверженный труд Всеволод Олеандров был награждён орденом Дружбы народов.
Параллельно с дипломатической деятельностью, а также после выхода в отставку до конца дней активно занимался академической и научно-преподавательской деятельностью в ведущих ВУЗах России, был профессором МГИМО и НИУ ВШЭ, подготовил ряд аспирантов. При этом продолжал передавать свои знания и опыт действующим дипломатам, был главным советником научно-исследовательского центра информации при МИД РФ.
Умер 12 сентября 2012 года. Похоронен в Москве на Новодевичьем кладбище. В декабре 2012 года Всеволод Олеандров удостоился благодарности Высшей школы экономики посмертно.

## Основные публикации
- В. Л. Олеандров. От войны к миру : международно-правовые проблемы перемирия после второй мировой войны. — М. : Международные отношения, 1966. — 96 с.
- В. Л. Олеандров. ООН — высшее достижение реализма и демократии в международных отношениях // Безопасность Евразии : энциклопедический словарь-ежегодник. — 2009. — № 2 (36). — С. 348—357.
- В. Л. Олеандров. ООН и идеология мирового сообщества // Вестник МГИМО-Университета : журнал. — 2012. — № 3. — С. 66—70. — ISSN 2071-8160.
- В. Л. Олеандров. Многосторонняя дипломатия // Право и управление. XXI век : электронное издание. — 2013. — № 2 (27). — С. 69—76.